# محمدجعفر مروج
محمد جعفر مروج نام کامل سید محمد جعفر بن محمد علی جزایری مروج، زاده ۴ مرداد سال ۱۲۸۱ شمسی در شهرستان شوشتر به دنیا آمد. وی علوم مقدماتی را در زادگاه خویش (شوشتر) در نزد پدر عالم خود آموخت. سپس از محضر سید علی اصغر بن حسین طبیب شوشتری جزایری که ادیبی بزرگ محسوب می‌شد، فرا گرفت و سپس به نجف رفته و در حوزه علامه عراقی و اصفهانی به تحصیل پرداخت. در سال ۱۳۷۷ فوت شد و در شهر قم در مرقد فاطمه معصومه به خاک سپرده شد.

## تالیفات[۷]
- رساله‌ای در شرح حدیث لاتعاد.
- رساله‌ای در حلق اللحیة.
- رساله‌ای در الوطن الشرعی.
- رساله‌ای در علم کلام.
- عمال الصبی، تحقیق احکام صبی در تمام فقه.
- رساله‌ای در درایة الحدیث.
- تکملة الوسیلة فی الحدود و الدّیات.
- مسائل مستحدثه.
- منتهی الدرایة فی توضیح الکفایه (۸جلد).
- هدی الطالب الی شرح المکاسب (در حدود ۱۲جلد)
- شرح عروة الوثقی (۲جلد).
- ضیاء المسالک در شرح «مناسک حج» میرزای نائینی (۲جلد).
- تعلیقه بر عروة الوثقی.
- حاشیه بر توضیح المسائل با اشاره به ادلّه آن.
- رساله‌ای در قاعده لاضرر.
- حاشیه بر وسیلة النجاة.
- القواعد الفقهیه.
- رساله فی حکم الحکم فی الهلال.
- هدایة الانام.
- المباحث اصولیه (از اول علم اصول تا اواخر).